# Ordo de los concilios
El ordo de los concilios es la forma de celebración de un concilio, rigiéndose su funcionamiento por la costumbre junto a las normas generales. Fueron los mismos concilios quienes, a partir de la experiencia, establecieron la disciplina sinodal y dictaron las primeras normas.
En las colecciones de Concilios Generales en Hispania se encuentra el primer ordo estipulado en los concilios al incluirse en el concilio IV de Toledo del 633 que forma parte del Código MS. Vigiliano, y se encuentra en la Real Biblioteca de El Escorial, publicado por Loaysa, Sáenz de Aguirre y otros colectores de concilios posteriores como P. Flórez .
Este ordo de celebración de los concilios en Hispania es más extenso que el dado a las ediciones antiguas de las Colecciones de Concilios tomado de la Colección de Isidoro Mercator. Casi todos los concilios posteriores las ordines se basan en su estructura y autoridad, perviviendo mucho tiempo en la Iglesia occidental, hasta llegar al concilio Vaticano II que utilizó las reglas litúrgicas establecidas por los Padres del concilio IV de Toledo.
No se prescribía en su fórmula el número de días para la celebración del concilio, aunque el Índice de los Cánones tenía adoptado que el concilio no pasara de los quince días, para prever que los prelados no tuvieran ausencias largas fuera de las diócesis, pero en la práctica dependía todo de los asuntos a tratar.
La primera normativa sobre la temporalidad y los asistentes se encuentra en la c. 5 del concilio de Nicea de 325, que dispone, al igual que lo hace el c. 1 del concilio de Tarragona del 516, que los obispos acudan al concilio provincial acompañados de presbíteros y de algunos seglares, y el c. 13 que manda acompañen a los obispos, algunos sacerdotes de la iglesia catedral, presbíteros de la diócesis, fieles seglares y diáconos rurales. Ninguno de ellos podía firmar las actas, sólo el obispo y los representantes de los obispos ausentes; ni el rey ni los nobles podían firmarlas.
Para su manutención, el obispo se reservaba el derecho de recibir de los canónigos dos porciones canónicas diarias y la manutención por seis días cada año para doce hombres a caballo y treinta a pie que le acompañaran. Esto nos da una idea aproximada del gran número de acompañantes de los obispos en los concilios. Estas comitivas eran verdaderas escoltas de gente armada necesarias para repeler a los asaltos en su trayecto.
Según su transcripción y traducción dice así:
- El primer día, una hora antes de la salida del sol, los ostiarios abrían las puertas y se echaba a todos los que había. A continuación entraban los asistentes por este orden: prelados, presbíteros, diáconos, algunos seglares excelentes escogidos por los Padres conciliares, y los notarios para redactar las actas y dar fe. A continuación los ostiarios cerraban las puertas, y en silencio el archidiácono decía: Ruega; se postraban en el suelo con llantos y gemidos; el obispo más antiguo se levantaba y decía en voz alta una oración.

Uno de los diáconos vestido con alba con el Código de los Cánones, leía los capítulos pertenecientes a la celebración de los concilios de Calcedonia, IV de Toledo, Ágata, y otros cánones según lo que al metropolitano le pareciera más oportuno.
El metropolitano los exhortaba y después entraba el rey con sus magnates, y cuando acababa de hablar, el diácono les decía: Oremos .
Todos los prelados se postraban en el suelo, quedando el rey vuelto al oriente y diciendo una oración. Al momento se rezaba el Padrenuestro y comenzaban las bendiciones, después de las cuales el diácono decía: Ir en paz .
- El segundo día, para empezar la sesión decían: Inclina Señor las rodillas de nuestros corazones, te pedimos la ejecución del bien que de Ti esperamos .

- El tercer día, comenzaban la sesión con una oración pidiendo poder publicar las palabras del Señor.

- El cuarto día, se proponían las causas que concurrían, fuera de los misterios acordados en las tres primeras sesiones. Sacaban fuera a todos los religiosos, quedando sólo algunos señalados presbíteros a quienes el metropolitano tenía por conveniente hacerles este honor.

- En el último día, comenzaban a tratarse los negocios de las causas. Ningún obispo podía apartarse del concilio hasta la hora de disolución de la sesión.

Dos o tres días antes de terminar el concilio, volvían a ver con una nueva diligencia todos los decretos establecidos. Leían públicamente en la iglesia los cánones determinados en el concilio, respondiendo al fin: Amen, y firmaban todo lo establecido.
El metropolitano avisaba del día que caía la siguiente Pascua; elegía a los obispos que celebrarían con él, junto con la Pascua de la Navidad.
Se publicaba el tiempo en que debía hacerse el concilio del año siguiente, y a continuación se postraban todos en el suelo a la voz del arcediano que decía: Oremos .
Inmediatamente les daba la bendición, y concluida ésta, el archidiácono les decía: Levántese. Se daban la paz unos a otros, empezando por el metropolitano, que sentado recibía el oráculo de todos, diciendo el diácono: En nombre de Nuestro Señor Jesucristo caminamos todos en paz, y respondían: Dios gracias . Y así quedaba concluido el concilio.